# Santa Cruz (Nou Mèxic)
Santa Cruz és una concentració de població designada pel cens dels Estats Units a l'estat de Nou Mèxic. Segons el cens del 2000 tenia 423 habitants.

## Demografia
Segons el cens del 2000, Santa Cruz tenia 423 habitants, 147 habitatges, i 108 famílies. La densitat de població era de 233,3 habitants per km².
Dels 147 habitatges en un 47,6% hi vivien nens de menys de 18 anys, en un 36,1% hi vivien parelles casades, en un 32% dones solteres, i en un 26,5% no eren unitats familiars. En el 21,1% dels habitatges hi vivien persones soles el 6,1% de les quals corresponia a persones de 65 anys o més que vivien soles. El nombre mitjà de persones vivint en cada habitatge era de 2,88 i el nombre mitjà de persones que vivien en cada família era de 3,33.
Per edats la població es repartia de la següent manera: un 35,5% tenia menys de 18 anys, un 13,2% entre 18 i 24, un 25,1% entre 25 i 44, un 18,4% de 45 a 60 i un 7,8% 65 anys o més.
L'edat mediana era de 25 anys. Per cada 100 dones de 18 o més anys hi havia 90,9 homes.
La renda mediana per habitatge era de 28.750 $ i la renda mediana per família de 21.438 $. Els homes tenien una renda mediana de 23.924 $ mentre que les dones 10.833 $. La renda per capita de la població era de 10.278 $. Aproximadament el 23,9% de les famílies i el 22,9% de la població estaven per davall del llindar de pobresa.

## Poblacions properes
El següent diagrama mostra les poblacions més properes.